# Iwin
Iwin (dawniej: niem. Elfenbusch) – wieś w Polsce położona w województwie zachodniopomorskim, w powiecie szczecineckim, w gminie Grzmiąca i jest częścią sołectwa Iwin, którego sołtysem obecnie jest Marek Bulczak.
We wsi znajduje się stacja kolejowa Iwin na linii kolejowej Szczecinek - Białogard - Kołobrzeg. W Iwinie jest szkoła podstawowa im. Marii Konopnickiej, szkoła liczy ok. 72 uczniów ze wsi: Lubogoszcz, Storkowo, Kusowo, Przeradz, Radomyśl, Myślęcin, Radostowo oraz Iwin. Znajduje się tam też plac zabaw.

## Geografia
Iwin znajduje się ok. 8 kilometrów na południowy wschód od Grzmiącej i ok. 15 kilometrów na północny zachód od Szczecinka. Miejscowość ma dużą ilość pagórków, bagien oraz cieków polodowcowych. Na południu przez wieś płynie rzeczka Kłuda. Miejscowość jest głównie pokryta lasami i polami. Z miejscowością graniczą 4 wsie (Przeradz, Radomyśl, Storkowo, Kusowo) oraz 4 osady (Myślęcin, Radostowo, Owczary, Świętno).

## Historia

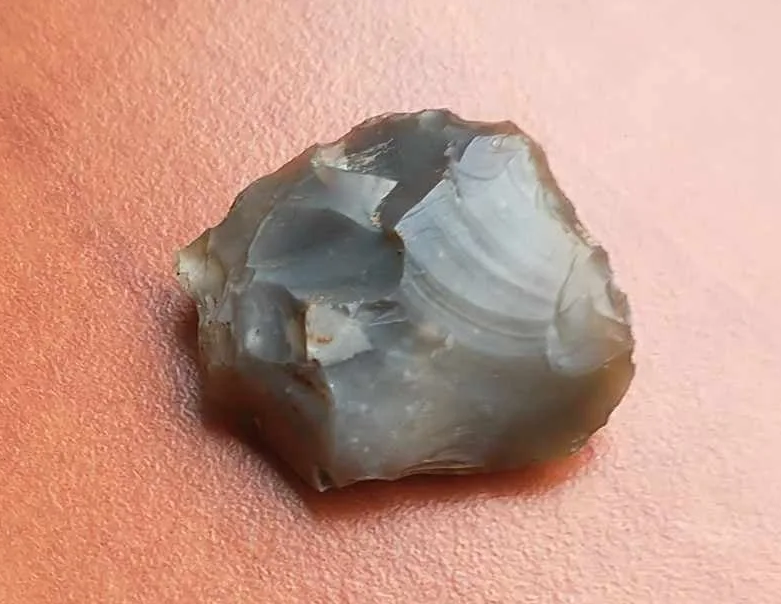
Łuszczeń krzemienny z epoki neolitu

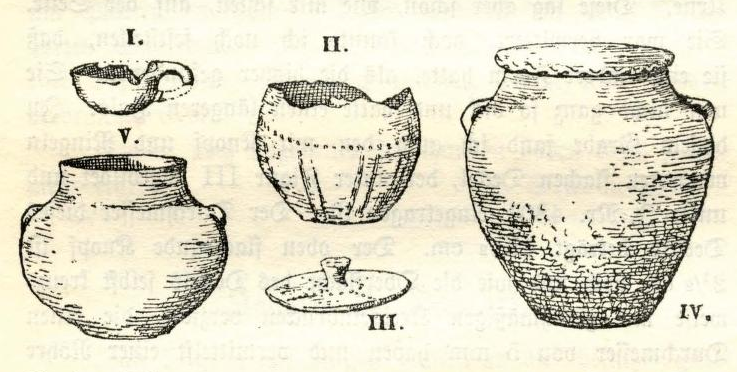
Urny i naczynia znalezione w Radostowie i Iwinie w 1900 roku

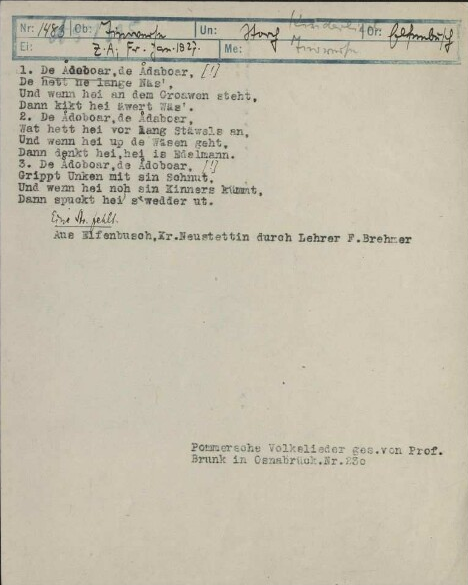
Zapis pieśni ludowej "De Adeboar, De Adaboar" wydany przez Ferdinanda Brehmera

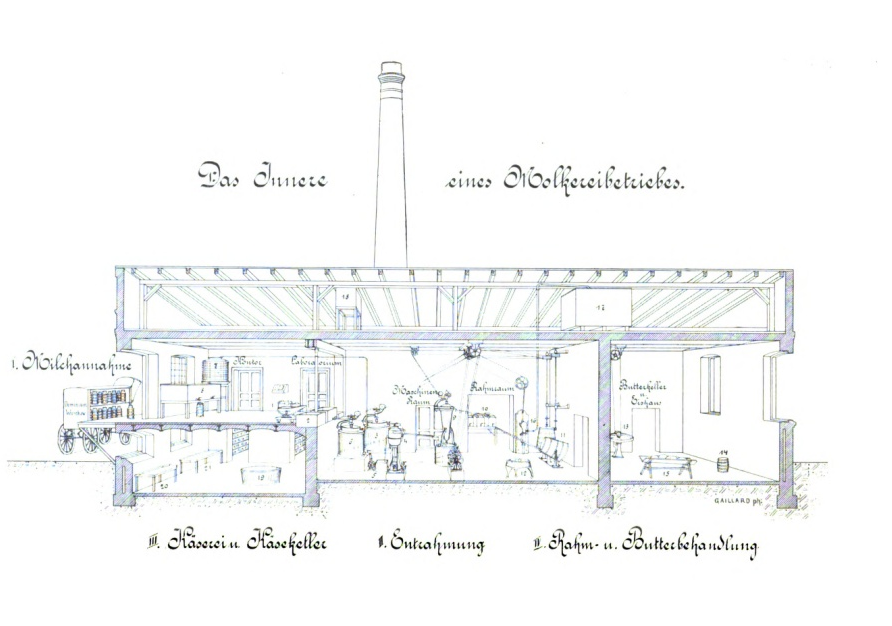
Rysunek boczny mleczarni w Iwinie z 1898 lub 1895

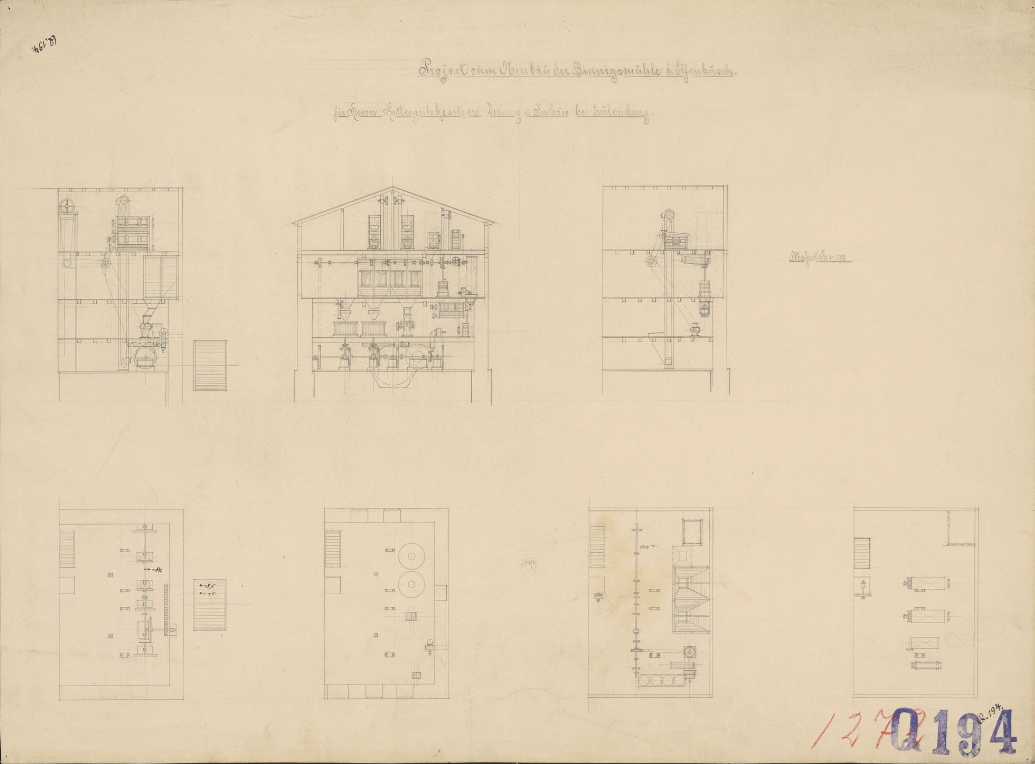
Plany młyna wodnego w Binningsmühle

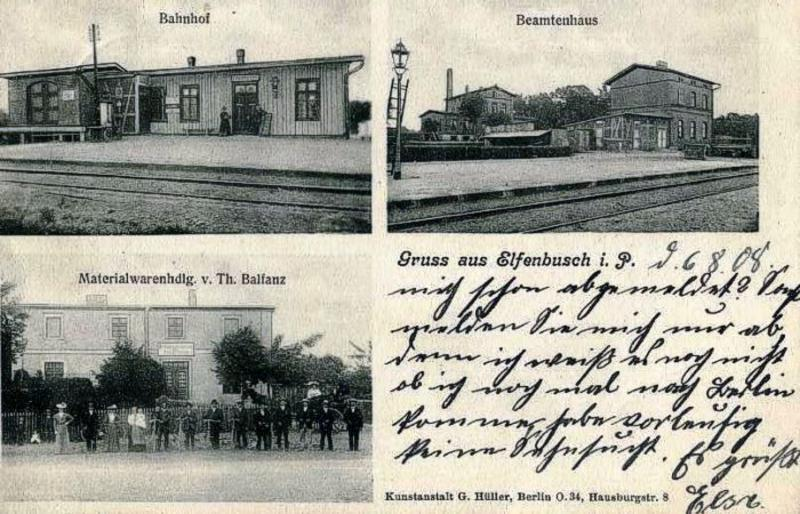
Pocztówka z Iwina sprzed 1909

### Przed powstaniem Iwina

#### Prehistoria i starożytność
Najstarszym znanym znaleziskiem odkrytym w Iwinie jest odłamek krzemienia znalezionym we wschodniej części Iwina i jest najprawdopodobniej z epoki neolitu. W podobnym czasie w innej części Iwina, na granicy ze Storkowem mogła występować kultura pucharów lejkowatych, ze względu na odkrytą tam w latach 90. amforę. Osadnictwo na terenie Iwina rozwinęło się parę tysięcy lat później na przełomie epoki brązu i żelaza dzięki ludom kultury łużyckiej oraz później pomorskiej, na co wskazują ślady osadnictwa oraz samo istnienie osady na terenie Iwina oraz Radostowa, którą odkryto podczas badań archeologicznych na początku i na końcu XX wieku.

#### Średniowiecze
W średniowieczu w Iwinie mogły mieszkać jednostkowe osoby, ale nie było tam osady, ponieważ z tamtych czasów zachowało się zaledwie kilka odłamków naczyń przypadających na XIV-XV wiek.

### Folwark w Storkow
Storkowo zostało założone w prawdopodobnie w średniowieczu za sprawą szlacheckiego rodu Glasenapp i w przyszłych wiekach szerzyło swoje wpływy na okoliczne tereny, finalnie posiadając 5 różnych osad.

#### Storkow Busch
Storkow Busch było grupą 3 osad w północnej części Storkow. Zaliczane do niego były Junki (Unke), Krzygówka (Kriege) oraz Rusino (Rusin). Junki były wybudowaniem założonym w XIX wieku, obecnie jest tam jedna zagroda należąca do Iwina. Krzygówka była gospodarstwem chłopskim, również powstałym w XIX wieku. Rusino było osadą folwaryczną z drugim największym folwarkiem na terenie Storkow liczącym w 1939 roku 95 hektarów ziemi. Rusino powstało w XVIII wieku, a jego ostatnim właścicielem był Richard Mahlke; innymi znanymi właścicielami Rusina byli Hermann Mahlke i Julius Loek w połowie XIX wieku. Znajdował się też tam park stworzony w XIX wieku..

#### Neuschäferei
Neuschäferei (obecnie Owczary) zostało założone w XVIII wieku jako osada folwaryczna, która w 1928 roku liczyła 83,5 hektara ziemi, w tym 70 hektarów ziemi uprawnej. Osada została w większości sprzedana 30 września 1928 roku wsi Eschenriege (obecnie Przeradz). W tamtym też czasie właścicielem Neuschäferei był Ernest Goetze.

#### Elfenbusch
Elfenbusch (obecnie Iwin) założony został w 1 połowie XIX wieku jako kolonia Storkow i de iure podlegał pod Storkow do końca 2 wojny światowej o czym świadczą niektóre mapy. Elfenbusch był jedynym znanym miejscem w Storkow, gdzie rozwijała się kultura ludowa, która była później zapisywana i kontynuowana w dwudziestoleciu międzywojennym przez Paula Jeske, Ferdinanda Brehmera oraz Marię Elter. Elfenbusch miał własną pieśń ludową "De Adeboar, De Adaboar", która mogła być satyrą o właścicielach w Storkow.

#### Binningsmühle
Binningsmühle (obecnie Storkowo Młyn) jest miejscem należącym do Storkowa do czasów obecnych, w którym obecnie znajduje się stacja geologiczna uniwersytetu im. Adama Mickiewicza w Poznaniu. W XIX i XX wieku znajdował się tam młyn wodny, który powstał na zlecenie rodziny Dennigów, właścicieli mleczarni w Juchowie.

### Czasy niemieckie (Elfenbusch)
Stacja kolejowa w Iwinie została zbudowana 5 listopada 1878 w czasach, gdy właścicielem w Storkow mógł być Albert Johann Julius Dahlke, nie jest to jednak pewne . We wsi znajdowała się mleczarnia, najstarsze dowody na jej istnienie są z 1890, a jej współwłaścicielami  i dostawcami mleka byli podobno Dennigowie. Przed rokiem 1893 powstały oba cmentarze we wsi. Oba są w ruinie. W 1898 zaczęła funkcjonować szkoła. W podobnym czasie założono tam pocztę oraz gospodę (obecnie dom prywatny), oba obecnie nie funkcjonują. Poczta, zarówno jak i mleczarnia cieszyły się popularnością w okolicach. W 1900 roku w Iwinie oraz Radostowie były prowadzone badania archeologiczne podczas których znaleziono między innymi urny z kośćmi, kurhany, kamienny topór, ostrogi z brązu oraz noże. W 1907 roku do Iwina przeprowadzili się Hermann Krüger oraz Paul Jeske, którzy zostali nauczycielami w szkole w Iwinie. Paul Jeske prawdopodobnie pracował w szkole do końca jej istnienia, ale Hermann Krüger przeniósł się do szkoły w Przeradzu około 1933/34 roku. Pomiędzy rokiem 1903 a 1904 rolę dyrektora operacyjnego mleczarni przejął Konrad Elter, rolę tę pełnił do rozpoczęcia 1 wojny światowej, ponieważ został żołnierzem i w listopadzie 1914 trafił on do rosyjskiej niewoli, z której wrócił po zakończeniu 1 wojny światowej w 1918. W międzyczasie rolę dyrektora operacyjnego pełniła żona Konrada. W 1928 nastąpiła przebudowa tamtejszej stacji kolejowej, dowodem są plany stacji z 1930 roku oraz pocztówka sprzed 1909 roku przedstawiająca tę samą stację, ale pod inną formą. W roku 1933 przebudowano również mleczarnię, o tym wydarzeniu Ernst Kunzig napisał 23-stronnicową książkę pod tytułem "Die Molkerei Elfenbusch nach dem Umbau". W 1936 szkoła w Iwinie przestała funkcjonować z prawdopodobnie braku uczniów. 

#### II wojna światowa
W 1939 roku wybuchła II wojna światowa, wraz z nią wiele ludzi, również z Iwina takich jak Konrad Falenski oraz Christina Franz trafiło do obozów koncentracyjnych z czego Christina trafiła 21 kwietnia 1944 roku do obozu koncentracyjnego w Oświęcimiu. W tym okresie też w Iwinie znajdował się też jeden z 4 w obecnej gminie Grzmiąca hitlerowski przymusowy obóz pracy, prawdopodobnie znajdował się on w mleczarni. Pozostałe obozy znajdowały się w Grzmiącej, Krosinie i Czechach. 27 lutego 1945 roku o godzinie 20:00, pułki 33 i 34 15. Dywizji Granadierów SS zebrane w Wierzchowie, dostały nakaz, by utworzyć pozycję na linii stacji kolejowej Elfenbusch-Kussow. Pułkiem 33. w tamtym czasie dowodził Vilis Janums. Dotarł on na stanowisko dowodzenia na dworze w Lubogoszczy o 5:00 28 lutego. Miał on do dyspozycji wtedy 100 ludzi. Vilis wysłał, więc rozkazał porucznikowi Neilandowi, by zająć Kusowo z 20 żołnierzami, żołnierzom batalionu rozpoznawczego dywizji zająć skraj lasu, a 2. kompanii niszczycieli czołgów zająć stację w Iwinie. Po południu do pułku wrócił 2. batalion, któremu rozkazano stworzyć obronę na linii Iwin - Świętno. 2 marca 1945 roku o godzinie 13:00 na stację w Iwinie przyjeżdża pociąg z 7 sowieckimi żołnierzami. Żołnierze batalionu rozpoznawczego pozwalają zbliżyć się pociągowi, po czym otworzyli do niego ogień, co rozpoczęło strzelaninę. Pozycja w Iwinie upadła 3 marca 1945 roku prawdopodobnie o godzinie 16:00 kiedy to Vilis Janums zarządził odwrót batalionu 1. i 2. za Raduszę. Dowództwo pułku przeniosło się też do Suchej. Prawdopodobnie w podobnym czasie została zbombardowana mleczarnia w Iwinie. 

### Czasy polskie (Iwin)
Po zakończeniu II wojny światowej, 15 marca 1947 nastąpiła zmiana nazwy miejscowości z Elfenbusch na Iwin. Wiele Polaków zostało przesiedlonych na te tereny. Po 1945 roku do sołectwa Iwin dołączone zostały osady Krzygówka, Rusino, Junki i prawdopodobnie Radostowo. 3 września 1954 roku w Iwinie powstała Szkoła Podstawowa im. Marii Konopnickiej, która funkcjonuje do dziś. Jej dyrektorami byli kolejno: 
1. Stefania Woś (3 września 1954 - 2 września 1957)
2. Stanisław Stachnik (2 września 1957 - 15 października(?) 1963)
3. Kazimierz Wróblewski (15 października(?) 1963 - 1966)
4. Hilary Kochański (1966 - grudzień 1967)
5. Jerzy Czartkowski (grudzień 1967 - 1968)
6. Kazimierz Kos (1968 - 1984)
7. Dorota Tadajewska-Sysko (1984 - 1985)
8. Teresa Wobolewicz (1985 - 1999)
9. Violetta Putek (1999 - 2007)
10. Alicja Trzaskowska (2007[28] - lipiec 2022)
11. Monika Stokowiec[29] (od lipca 2022)
  1. Alicja Trzaskowska (styczeń 2024 - 1 lutego 2024; zastępczo)
  2. Jowita Okurowska (1 lutego 2024 - czerwiec 2024; zastępczo)

5 Października 1954 utworzono gromadę Iwin, do której należało 7 sołectw: Iwin, Storkowo, Kusowo, Trzebiechowo, Przeradz, Radomyśl, Nowy Chwalim. Gromadę zlikwidowano 31 grudnia 1968 roku, włączając Iwin, Trzebiechowo i Kusowo do gromady Grzmiąca, Przeradz i Radomyśl do gromady Parsęcko, Kusowo do gromady Wierzchowo oraz Nowy Chwalim do gromady Barwice. Dnia 4 stycznia 1993, osady Krzygówka, Rusino oraz Junki zostały przyłączone do Iwina. Około roku 2000 Owczary odłączyły się od sołectwa Iwin i dołączono je do wsi Przeradz. Obecnie do sołectwa należy tylko Iwin i Radostowo W latach 90. na terenie miejscowości znaleziono odłamki naczyń z czasów kultury łużyckiej oraz prawdopodobnie oksywskiej odnaleziono też odłamek naczynia oraz bryłkę żużla wraz z przepalonymi kamieniami z czasów kultury pomorskiej. Znaleziono tam również odłamki naczyń ze średniowiecza i nowożytności. Jesienią 2000 roku rozpoczęto budowę sali gimnastycznej szkoły podstawowej w Iwinie, budowa trwała do września 2004 roku. W 2016 roku, szkoła w Iwinie miała zostać zamknięta, ostatecznie się to nie stało i obecnie jest jedną z dwóch szkół w gminie. W lato 2023 szkoła przeszła remont wewnętrzy, w którym stworzono kilka nowych sal lekcyjnych.

## Architektura
- Domy w Iwinie pochodzą głównie początku XX wieku oraz końca XIX wieku i są murowane, wyjątkiem jest jeden dom, który jest ryglowy.
- 2 cmentarze poniemieckie z XIX wieku.
- Zdewastowany park z końca XIX wieku w Rusinie wraz z zespołem folwarycznym.
- Aleje klonowa i jesionowa.
- Stacja kolejowa z 1878 roku.
- Stary budynek szkoły z końca XIX wieku, obecnie budynek mieszkalny
- Krzyż przydrożny na zachód od stacji kolejowej

## Demografia
|           | 1998 | 2002 | 2009 | 2011 | 2021 |
| --------- | ---- | ---- | ---- | ---- | ---- |
| Mężczyźni | 93   | 120  | 128  | 117  | 118  |
| Kobiety   | 98   | 129  | 120  | 107  | 92   |

Poniższa tabela zawiera dane o ludności z roku 2021
| Opis                                | Ogółem | Ogółem | Kobiety | Kobiety | Mężczyźni | Mężczyźni |
| ----------------------------------- | ------ | ------ | ------- | ------- | --------- | --------- |
| Jednostka                           | osób   | %      | osób    | %       | osób      | %         |
| Populacja                           | 210    | 100    | 92      | 43,81   | 118       | 56,19     |
| Wiek przedprodukcyjny (0–17 lat)    | 36     | 17,14  | 16      | 7,62    | 20        | 9,52      |
| Wiek produkcyjny (18–65 lat)        | 132    | 62,86  | 53      | 25,24   | 79        | 37,62     |
| Wiek poprodukcyjny (powyżej 65 lat) | 42     | 20     | 23      | 10,95   | 19        | 9,05      |